# Juniperus barbadensis
Juniperus barbadensis (яловець вест-індійський) — вид хвойних рослин родини кипарисових.

## Поширення, екологія
Країни проживання: Багамські Острови; Куба; Ямайка; Сент-Люсія. Регіонально вимер: Барбадос; Гаїті. Цей вид зустрічається від рівня моря до 1600 м в різних типах лісів у залежності від країни. На Кубі знаходиться в лісі, який характеризується тим, що має близько 30 % лісового покриву сосен з вічнозеленими деревами й пов'язаними чагарниками і трав'янистими рослинами, але там дуже небагато епіфітів і витких рослин. На відміну від цього, на острові Пінос на південному узбережжі Куби, вид росте в лісових болотах. На Багамських островах він знаходиться в перелісках на кам'янистих схилах. На Сент-Люсії він росте на скелястих оголеннях (вулканічного походження) в листяних сезонних лісах на 30 м нижче вершини прибережної гори на висоті ≈ 700 м. Супутні види: ендемічний Bernardia laurentii й випадкові маленькі дерева зігнуті вітром, такі як Capparis indica, Casearia decandra, Daphnopsis americana, Erithalis odifera, Krugiodendron ferreum, Tabebuia heterophylla. Не деревні види включають: Agave caribaeicola, Peperomia magnoliifolia, Pitcairnia angustifolia, Tillandsia fasciculata, Tillandsia utriculata.

## Морфологія
Зростає як вічнозелене дерево висотою до 15 метрів і діаметром на висоті грудей до 60 см. Тонка й волокниста кора спочатку світло-коричнева і стає світло-сірою з часом. Вона відшаровується довгими, тонкими смужками. Лускоподібні яскраво-зелені листки близько міліметра завдовжки. Чоловічі шишки завдовжки від 2,5 до 5 мм. Ягодоподібні жіночі шишки мають сферичну форму зі сплощеною довжиною від 4 до 5 мм і товщиною 5—8 мм. Дозрілі вони червонувато-синього кольору з темно-синім восковим шаром. У кожній ягоді 2—4 яскравого, жовтувато-коричневого насіння 2—3 мм завдовжки.

## Використання
На Ямайці вид часто використовується в меблевому виробництві у зв'язку з привабливою деревиною і чудовою властивістю відлякування комах.

## Загрози та охорона
Експлуатація на дрова і деревину є загрозою для цього виду по всьому ареалу; на Кубі вогонь також є загрозою. На Багамських островах відбулося зниження деяких деревостоїв у зв'язку з урбанізацією. В Блакитних горах Ямайки може викликати серйозні проблеми вторгнення немісцевих видів, таких як Pittosporum undulatum. На Багамських островах виду надається захист в ряді національних парків. На Ямайці вид зростає у 2 національних парках. На Сент-Люсії єдине місце зростання J. barbadensis захищене списком Всесвітньої спадщини ЮНЕСКО.

## Назва
Вид Juniperus barbadensis був описаний зі зразка, який, як стверджується, був зібраний багато років до того на Барбадосі. Видовий епітет barbadensis означає «з Барбадосу». З роками ботаніки знову безуспішно намагалися знайти цю рослину на Барбадосі. Здається, малоймовірно, що ця рослина коли-небудь була на порівняно рівному Барбадосі. Більш імовірно, що під час експедиції була допущена помилка в реєстрації походження рослини.